# Benz Tonneau
Der Benz Tonneau ist ein Mittelklassewagen des deutschen Automobilherstellers Benz aus dem beginnenden 20. Jahrhundert. Der seit 1900 angebotene Tonneau wurde nach 1901 in vergrößerter Form weitergebaut, während der fast baugleiche Benz Spider entfiel. Als neues Modell kam der elegantere Benz Phaeton dazu.
Die Wagen waren ausschließlich mit Viertakt-Boxermotoren mit zwei Zylindern ausgestattet, die Benz Contra-Motoren nannte. Es gab unterschiedlich starke Motoren:
| Bauzeitraum | Hubraum  | Bohrung × Hub   | Leistung        | bei Drehzahl |
| ----------- | -------- | --------------- | --------------- | ------------ |
| 1902        | 1710 cm³ | 100 mm × 110 mm | 9 PS (6,6 kW)   | 920 min−1    |
| 1902        | 2690 cm³ | 120 mm × 120 mm | 12 PS (8,8 kW)  | 980 min−1    |
| 1902        | 2940 cm³ | 125 mm × 120 mm | 15 PS (11 kW)   | 1020 min−1   |
| 1902        | 3720 cm³ | 135 mm × 130 mm | 20 PS (14,7 kW) | 980 min−1    |

Die Wagen hatten Holzspeichenräder mit Luftreifen und Starrachsen mit Vollelliptik-Blattfedern. Sie waren mit einem vierstufigen Vorgelegegetriebe mit Rückwärtsgang ausgestattet, das mit Ketten zu beiden Hinterrädern verbunden war. Die Höchstgeschwindigkeit lag, je nach Motorisierung, bei 50–60 km/h.
Sehr unterschiedlich waren die Verkaufspreise. Während das schwächste Modell für ℳ 7.520,– zu haben war, kostete das stärkste ℳ 15.200,–.